# Théorème d'irréductibilité de Hilbert
En théorie des nombres, le théorème d'irréductibilité de Hilbert, conçu par David Hilbert en 1892, stipule que tout ensemble fini de polynômes irréductibles en plusieurs variables et à coefficients rationnels admet une spécialisation commune d'un sous-ensemble propre des variables en des rationnels tels que tous ces polynômes restent irréductibles. Sur le cas le plus simple, si P(X, Y) est un polynôme irréductible de Q[X, Y], alors il existe t rationnel tel que P(t, Y) soit irréductible dans Q[Y]. Ce théorème joue un rôle important en théorie des nombres. 

## Formulation du théorème
Théorème d'irréductibilité de Hilbert — Soient {\displaystyle f_{1}(X_{1},\ldots ,X_{r},Y_{1},\ldots ,Y_{s}),\ldots ,f_{n}(X_{1},\ldots ,X_{r},Y_{1},\ldots ,Y_{s})} des polynômes irréductibles dans l'anneau {\displaystyle \mathbb {Q} (X_{1},\ldots ,X_{r})[Y_{1},\ldots ,Y_{s}].}
Alors il existe un r-uplet de nombres rationnels (a1, ..., ar) tel que {\displaystyle f_{1}(a_{1},\ldots ,a_{r},Y_{1},\ldots ,Y_{s}),\ldots ,f_{n}(a_{1},\ldots ,a_{r},Y_{1},\ldots ,Y_{s})} sont irréductibles sur {\displaystyle \mathbb {Q} [Y_{1},\ldots ,Y_{s}].}
Remarques.
- Il découle du théorème qu'il existe une infinité de tels r-uplets. En fait, l'ensemble de toutes les spécialisations irréductibles, appelé ensemble de Hilbert, est grand à bien des égards. Par exemple, cet ensemble est dense pour la topologie de Zariski dans {\displaystyle \mathbb {Q} ^{r}.}
- Il y a toujours (une infinité) de spécialisations entières, c'est-à-dire que l'assertion du théorème est vraie même si l'on demande que a1, ..., ar soient des entiers.
- Il existe de nombreux corps hilbertiens (en), c'est-à-dire des corps satisfaisant le théorème d'irréductibilité de Hilbert. Par exemple, les corps de nombres sont hilbertiens[2].
- La propriété de spécialisation irréductible énoncée dans le théorème est la plus générale. Un résultat de Bary-Soroker montre que pour qu'un corps K soit hilbertien il suffit de considérer le cas {\displaystyle n=r=s=1} et {\displaystyle f=f_{1}} absolument irréductible, c'est-à-dire irréductible dans l'anneau Kalg[X, Y], où Kalg est la clôture algébrique de K.

## Applications
Le théorème d'irréductibilité de Hilbert a de nombreuses applications en théorie des nombres et en algèbre. Par exemple:
- Le problème de Galois inverse, motivation originelle de Hilbert. Le théorème implique presque immédiatement que si un groupe fini G peut être réalisé comme le groupe de Galois d'une extension galoisienne N de {\displaystyle E=\mathbb {Q} (X_{1},\ldots ,X_{r}),} alors il peut être spécialisé en une extension galoisienne N0 des rationnels avec G comme groupe de Galois[3]. (Pour cela, prenons un polynôme unitaire irréductible f(X 1, ..., Xn,Y) dont les racines engendrent N sur E. Si f (a1, ..., an,Y) est irréductible pour certains ai, alors une racine de celui-ci engendrera le N0 annoncé.)
- Construction de courbes elliptiques de grand rang[3].
- Le théorème d'irréductibilité de Hilbert est utilisé comme étape dans la preuve d'Andrew Wiles du dernier théorème de Fermat.
- Si un polynôme {\displaystyle g(x)\in \mathbb {Z} [x]} est un carré parfait pour toutes les grandes valeurs entières de x, alors g(x) est le carré d'un polynôme dans {\displaystyle \mathbb {Z} [x].} Cela découle du théorème d'irréductibilité de Hilbert avec {\displaystyle n=r=s=1} et
{\displaystyle f_{1}(X_{1},Y_{1})=Y^{2}-g(X).} (Des preuves plus élémentaires existent.) Le même résultat est vrai lorsqu'on remplace « carré » par n'importe quelle autre puissance entière.